# Sandra Nurmsalu
Sandra Nurmsalu (* 6. prosince 1988 Alavere, Harjumaa, Estonská SSR, SSSR, dnes Estonsko) je estonská zpěvačka, houslistka a bývalá hlavní zpěvačka skupiny Urban Symphony. Působila také v hudebních skupinách Pink Tank, Virre a Pillipiigad.
Skupina Urban Symphony reprezentovala 16. května Estonsko na Eurovision Song Contest 2009 s písní "Rändajad". Píseň se kvalifikovala z druhého semifinále ze třetího místa a ve finále Eurovision Song Contest 2009 se umístila na šestém místě.

## Kariéra

### 2004–2009: Začátky a mládí
Vyrůstala v obci Alavere, která se nachází na jihovýchodě kraje Harjumaa. První hudební kroky činila v hudební škole Kose, kde se naučila hrát na housle.
Sedm let zpívala ve skupině Pillipiigad a tři roky ve skupině Virre. Během svého dospívání byla také součástí estonské popové skupiny Pink Tank.
Jako sólistka na soutěži 2 takti Ette, která se koná každé dva roky Estonskou televizí a vysílá se na celostátní úrovni, získala národní uznání a umístění na 4. místě. Díky svým jedinečným výkonům si jí všiml budoucí producent Sven Lõhmus a od této doby s ní začal spolupracovat, což nakonec vedlo v roce 2007 k vytvoření skupiny Urban Symphony.

### 2009–2010: Eurovision Song Contest
Mezinárodně známou se stala díky účasti v soutěži Eurovision Song Contest 2009 s kapelou Urban Symphony. Jejich debutový singl "Rändajad" vyhrál estonský národní výběr a získal právo se zúčastnit v roce 2009 Eurovision Song Contest v Moskvě. Píseň se kvalifikovala z druhého semifinále ze třetího místa a ve finále Eurovision Song Contest 2009 se umístila na šestém místě. Díky účasti v soutěži si získala značnou fanouškovskou základnu v Evropě.
Poté vystoupila v hudební soutěži Eesti otsib superstaari. Dne 13. prosince 2009 každý soutěžící vystoupili se zvolenou estonskou zpěvačku či zpěvákem a zazpíval duet. Soutěžící Ott Lepland, později vítěz soutěže, si vybral Sandra Nurmsalu a vystoupili s písní "Rändajad".
V květnu 2010 ohlásila spolu s Urban Symphony pauzu, protože se chtěla soustředit na výchovu dítěte a ostatní členové kapely mohli pokračovat ve svých studiích a věnovat se jiným zájmům.

### 2010 až do současnosti: Návrat k hudbě
V červenci 2012, po dvou letech zaměření na rozvoj novorozeného dítěte, se vrátila k pěvecké kariéře uvedením singlu "Sel Teel" ve spolupráci se skupinou Sinine. "Sel Teel" trumfoval v žebříčku rádia Elmar po dobu dvou týdnů a v žebříčku setrval celkem 10 týdnů. Singl dosáhl úspěchu v celé řadě zemí Evropy, včetně Francie a Německa, kde dosáhl prvního místo v Deutsche Alternative Charts ve 44. týdnu roku 2012.
Od svého návratu se zaměřuje na vystupovaní s různými tradičními estonskými skladbami na hudebních akcích po celém Estonsku.
V říjnu 2012 se vydala na turné po boku mnoha jiných estonských umělců na oslavu 100 let estonského filmu a hudby, kdy vystoupila v hlavním městě Tallinnu, Pärnu i Tartu.
Ke konci roku 2012 oznámila koncertní turné s názvem Rändajad, které nazvala po debutovém singlu skupiny Urban Symphony. Turné ji zavedlo do míst po celém Harjumaa, kde vyrůstala a dokonce i do jejího rodného města Alavere. V červenci 2013 turné pokračovalo s tím, že se přidaly další dvě členky kapely. V prosinci 2012 vytvořila svou vlastní hudební společnost s názvem Muusikalind.
Poté vystoupila na hudebním koncertě Öölaulupidu Järjepidevus, kde učinila debut svému nového singlu "Vike Eestimaa". Dne 26. září odhalila studiovou verzi písně, které nahrála ve studiu vydavatelství Moonwalk Studios a připojila oznámení, že pracuje na sólovém debutovém albu se svým bývalým producentem Svenem Lõhmusem.
V prosinci 2013 se dostala mezi 20 semifinalistů estonského národního kola Eesti Laul 2014 se svou písní "Kui tuuled pöörduvad". Dne 21. února 2014 postoupila z druhého semifinále až do finále, kde se ale nekvalifikovala pro superfinále dne 1. března 2014.

## Soukromý život
Od roku 2004 je ve vztahu s Tarmem Kaskem, bývalým učitelem tělesné výchovy a profesionálním hazardním hráčem. Dne 11. března 2010 bylo potvrzeno, že je těhotná a dne 26 červenci 2010 porodila své první dítě, holčičku pojmenovala Crystal Ingrid Nurmsalu. Po narození dítěte se rozhodla si dát pauzu od hudební kariéry a soustředila se na výchovu a růst dítěte.

## Diskografie

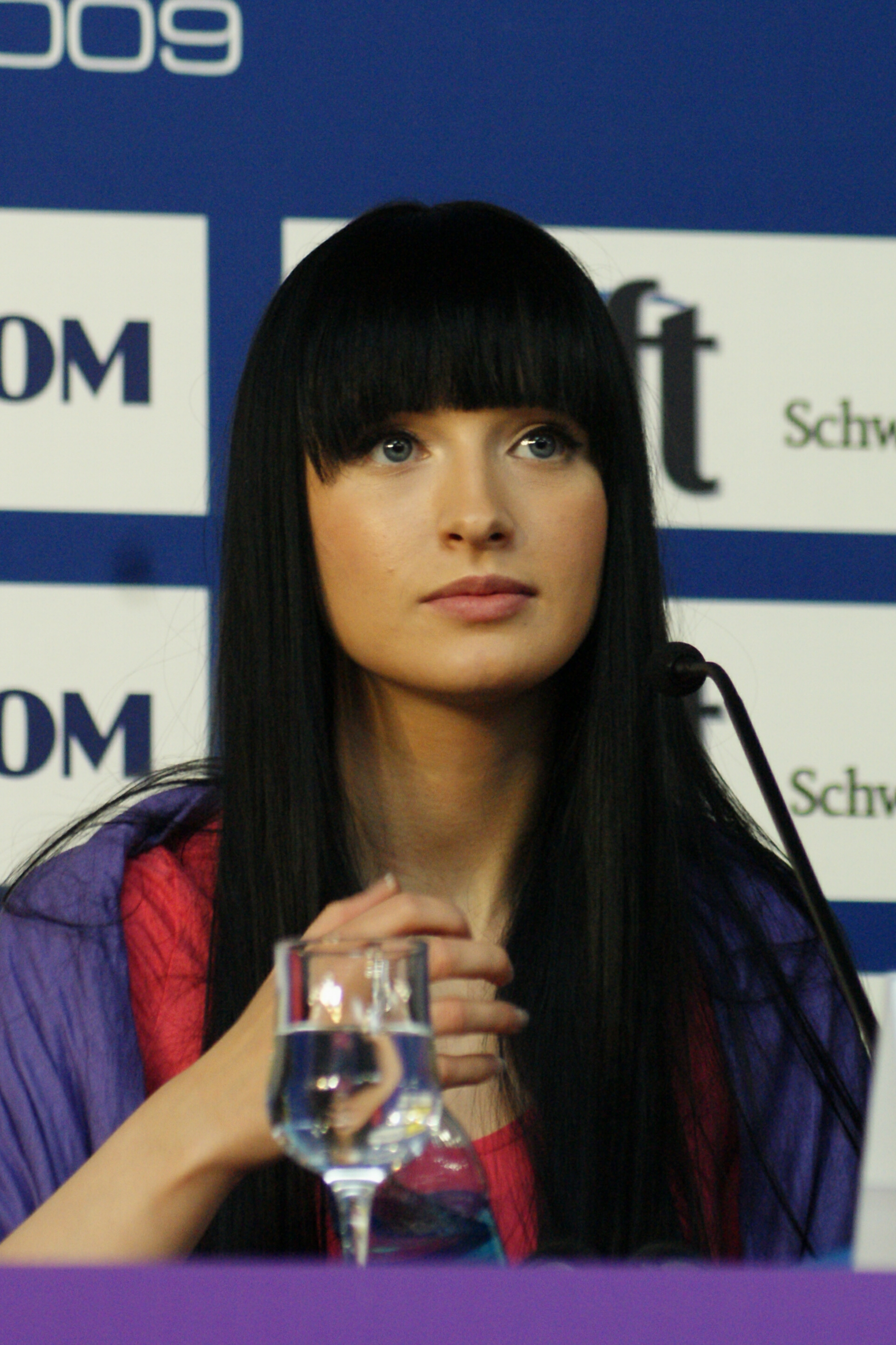
Sandra Nurmsalu na tiskové konferenci Eurovision Song Contest 2009

### S Urban Symphony

#### Singly
| Rok  | Singly          | Nejvyšší pozice   | Nejvyšší pozice | Nejvyšší pozice | Nejvyšší pozice | Nejvyšší pozice | Nejvyšší pozice | Nejvyšší pozice | Nejvyšší pozice | Album                        |
| Rok  | Singly          | Raadio Uuno (EST) | Elmar top (EST) | SWE             | FIN             | BEL (Vl)        | SUI             | GRE             | UK              | Album                        |
| ---- | --------------- | ----------------- | --------------- | --------------- | --------------- | --------------- | --------------- | --------------- | --------------- | ---------------------------- |
| 2009 | "Rändajad"      | 3                 | 1               | 14              | 10              | 68              | 86              | 8               | 117             | Eurovision Song Contest 2009 |
| 2009 | "Päikese poole" | 12                | 1               | —               | —               | —               | —               | —               | —               | —                            |
| 2010 | "Skorpion"      | 11                | 8               | —               | —               | —               | —               | —               | —               | —                            |

### Sólová dráha

#### Singly
| Rok  | Singl                                         | Nejvyšší pozice   | Nejvyšší pozice | Nejvyšší pozice | Nejvyšší pozice | Nejvyšší pozice | Nejvyšší pozice | Nejvyšší pozice | Nejvyšší pozice | Nejvyšší pozice | Album           |
| Rok  | Singl                                         | Raadio Uuno (EST) | Elmar top (EST) | Stahování (EST) | SWE             | FIN             | BEL (Vl)        | SUI             | GRE             | UK              | Album           |
| ---- | --------------------------------------------- | ----------------- | --------------- | --------------- | --------------- | --------------- | --------------- | --------------- | --------------- | --------------- | --------------- |
| 2007 | "Velvetiin"                                   | —                 | —               | —               | —               | —               | —               | —               | —               | —               | —               |
| 2012 | "Sel Teel" (Sinine featuring Sandra Nurmsalu) | 8                 | 1               | 41              | —               | —               | —               | —               | —               | —               | —               |
| 2013 | "Väike Eestimaa"                              | —                 | 2               | —               | —               | —               | —               | —               | —               | —               | —               |
| 2014 | "Kui tuuled pöörduvad"                        | 5                 | 3               | 1               | —               | —               | —               | —               | —               | —               | Eesti Laul 2014 |